# Juane Basso
Juan Emilio Basso Feresin (Paraná, 11 de febrero de 1977 - Rosario, 3 de marzo de 2021)o Juane Basso, fue un militante de los derechos humanos y periodista argentino. Fue integrante de la agrupación HIJOS Rosario y cofundador del periódico El Eslabón y de la Cooperativa La Masa, de la misma ciudad santafesina.

## Biografía
Juan Emilio nació en cautiverio en la ciudad de Paraná, Entre Ríos. Su madre, la militante política María Eugenia Saint Girons, fue secuestrada por la dictadura argentina y trasladada a la Unidad Penal 6 de esa ciudad, donde funcionaba un Centro Clandestino de Detención, un día después de que también fuera detenido ilegalmente su compañero, Emilio Osvaldo Feresín.
Juan Emilio pasó los primeros años de su vida con sus abuelos y visitando a su madre en la cárcel de Devoto. Ella le daba dibujos y cuentos que le sirvieron para reconstruir con ojos de niño, su historia y su identidad.
En sus primeros años fue Juan Emilio Saint Girons, porque ese era el apellido materno, y después Juan Emilio Basso, cuando logró llevar el de su padre adoptivo, el militante político y periodista Hugo Basso. Hasta que luego de muchos años de incansable lucha logró que el Poder Judicial le permitiera agregar el apellido Feresin, de su padre biológico, quien hasta el día de hoy permanece desaparecido.

## Trayectoria
Estudió Comunicación Social en la Universidad Nacional de Rosario y en 1999 junto a cuatro compañeros de esa carrera, fundó un periódico mensual al que bautizó El Eslabón, en homenaje al escritor y periodista argentino asesinado Rodolfo Walsh, creador de la agencia Cadena Informativa durante los primeros años de la última dictadura cívico-militar argentina.

Juane Basso Feresin militó en la agrupación HIJOS Rosario y se convirtió un referente de la lucha por los derechos humanos de esa ciudad de la provincia de Santa Fe y también a nivel nacional, al participar acompañando a víctimas y querellantes en los juicios locales por delitos de lesa humanidad cometidos en la etapa del terrorismo de Estado argentino.
“Apenas nací, en la UP 6 de Paraná me anotaron con el apellido de mi vieja, María Eugenia Saint Girons. A los 9 incorporé el apellido de mi viejo adoptivo, Hugo Basso. Hace 10 logré obtener el de mi padre biológico, Emilio Feresin, desaparecido por los genocidas. Me dicen Juane”

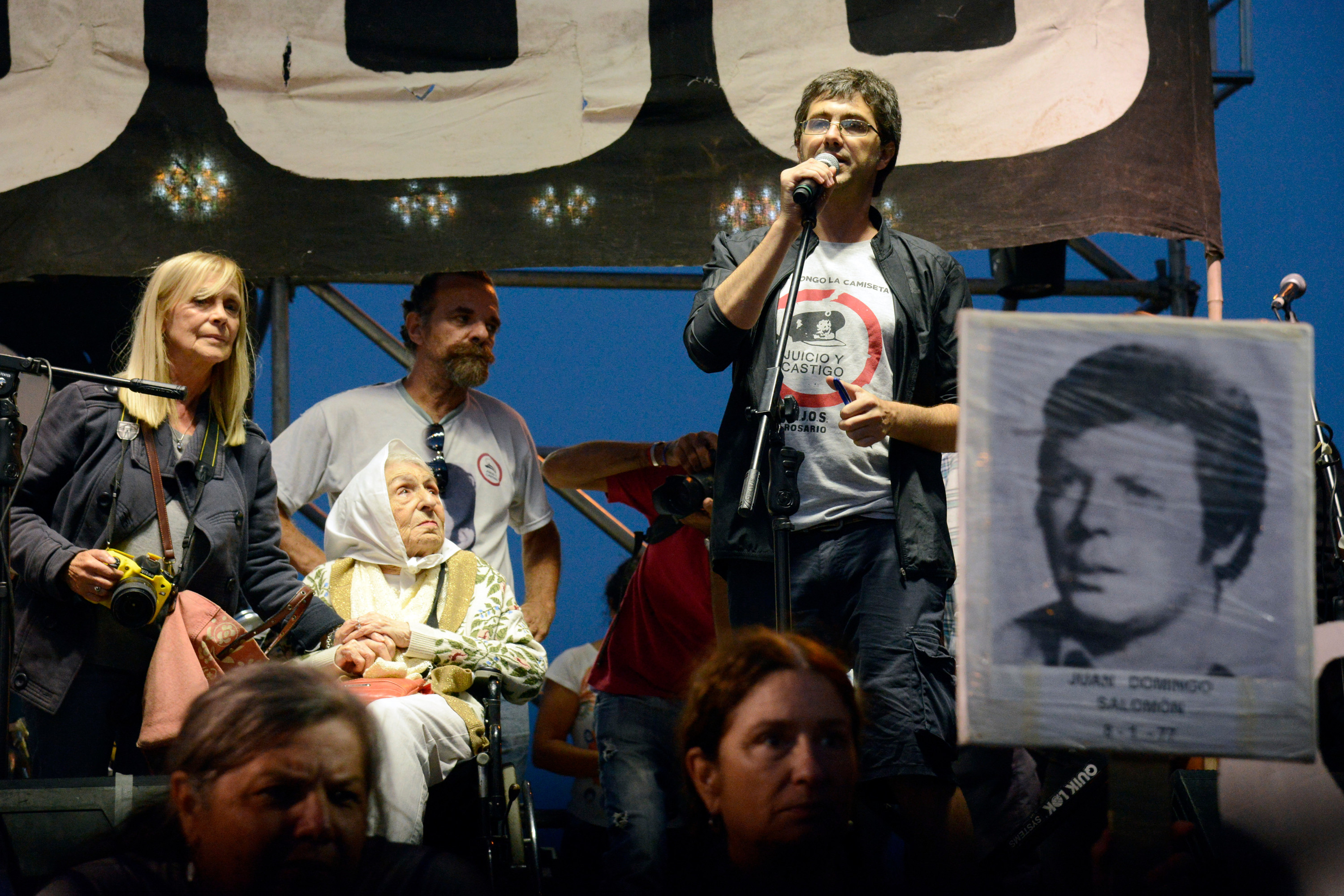
Juan Emilio Basso Feresin, en el acto del 24 de marzo de 2019 en Rosario, Santa Fe.

Desde muy chico estuvo cerca del periodismo, trabajando junto a su madre y padre adoptivo en el periódico La Tribuna de Rufino, donde vivió con ellos cuando su mamá salió en libertad.
En el ámbito profesional codirigió desde 1999 el periódico mensual El Eslabón, medio de comunicación que a partir de abril de 2014 se convirtió en semanario.
A la vez, participó en 2008 de la fundación de la Cooperativa La Masa, integrada por trabajadores de prensa y comunicación que desde entonces edita el diario digital Redacción Rosario. En esta cooperativa de trabajo confluyeron periodistas y comunicadores del periódico El Eslabón con otros profesionales que se desempeñaban en medios de comunicación de Rosario, como los diarios La Capital y El Ciudadano.
Juane Basso condujo hasta su fallecimiento el programa radial “Noticias Piratas”, emitido semanalmente por Radio UNR FM 103.3 de la Universidad Nacional de Rosario.

## Homenajes y reconocimientos

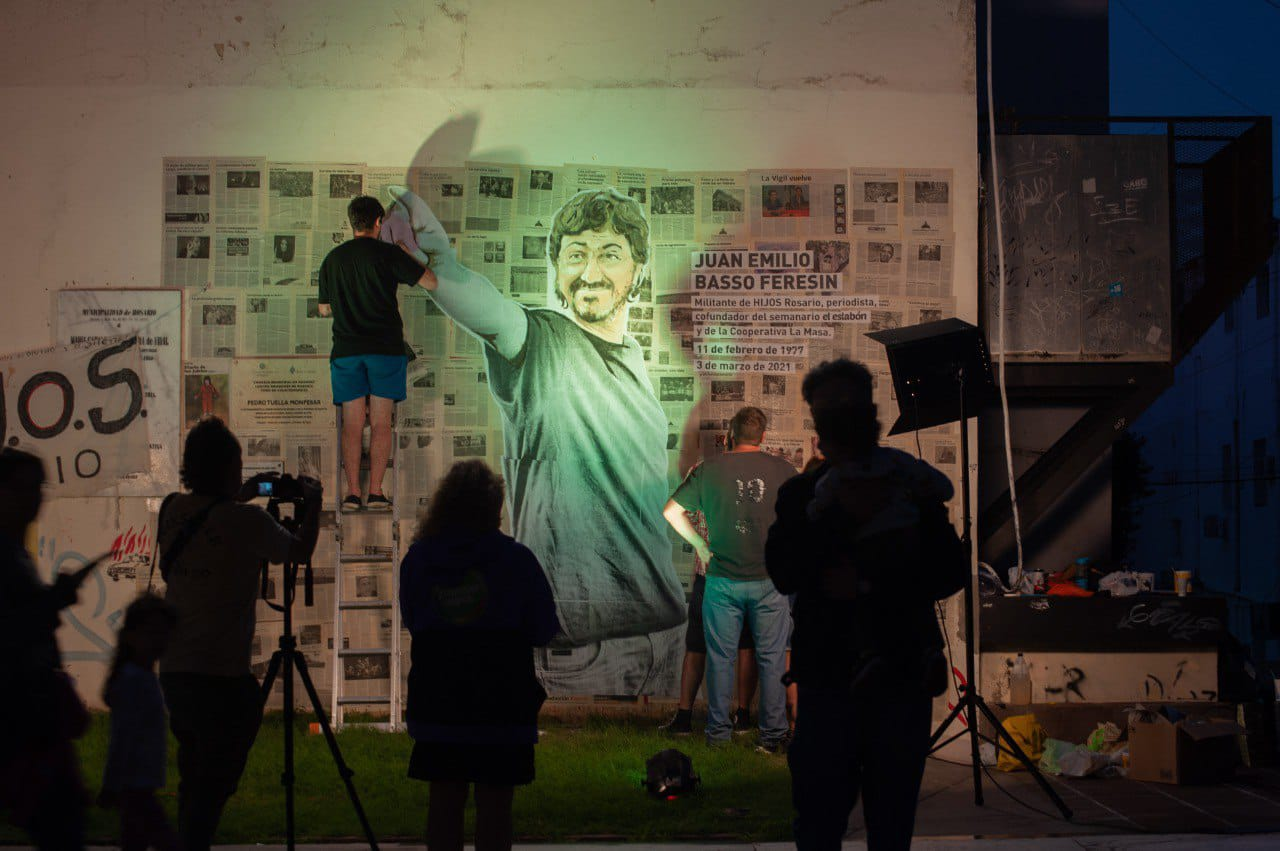
Homenaje y mural en el Pasaje Juramento.

Desde el 24 de marzo de 2021 en el pasaje Juramento de la ciudad de Rosario hay un mural que lo recuerda. La obra fue creada en el marco del Día Nacional de la Memoria por la Verdad y la Justicia por amigos y compañeros de militancia del periodista. 
En el Día del Periodista de 2021, que en Argentina se celebra cada 7 de junio, el estudio de la Radio UNR fue designado con el nombre de “Juane Basso”, en reconocimiento a su labor profesional y su destacada militancia por los derechos humanos.
En diciembre de 2024, mediante un proyecto impulsado por la concejala Norma López del bloque Justicia Social, se designó con el nombre de “Juane Basso” a la calle denominada provisoriamente con el Nº 2106 de la ciudad de Rosario.